# Ingrid Arvidsson
Ingrid Helena Arvidsson, ursprungligen Löfstedt, född 3 juli 1919 i Lund, död 7 maj 2023 i Hedvig Eleonora distrikt i Stockholm, var en svensk författare, journalist och film- och litteraturkritiker.

## Biografi
Arvidsson var dotter till språkforskaren Einar Löfstedt och Annie Löfstedt, född Günther, samt dotterdotter till Ernst Günther. Hon gift med journalisten Karl Axel Arvidsson från 1943 till hans död 1962.
Inger Arvidsson blev fil. kand. vid Lunds universitet 1941. Hon var redaktionssekreterare på Idun 1942–1944, litteraturkritiker i Aftontidningen 1944–1946 och filmkritiker i Vecko-Journalen 1947–1948. Från 1948 var hon medarbetare i Bonniers Litterära Magasin och från 1949 i Dagens Nyheter, samt 1949–1952 sekreterare i 1949 års filmkommitté. Arvidsson var kulturattaché i Washington, D.C. 1966–1972 och senare programchef (1973–1979) och producent (1979–1984) på Sveriges Radio.
Arvidsson debuterade med novellsamlingen Vårens ruiner (1949). Hennes första diktsamling var Danser (1951), vilken följdes av ytterligare nio diktsamlingar. Som författare räknas hon till den svenska modernismen, med klassicistiska klarhetsideal för att gestalta djupt personliga upplevelser. Hon utarbetade även en serie dokumentära berättelser för radion, Öden i vår tid (1987).
Makarna Arvidsson är begravda på Skogskyrkogården i Stockholm.

### Medverkande
- Berömda berättare om kvinnor och kärlek: ett novellurval, red. (Stockholm: Folket i Bild, 1955)

## Priser och utmärkelser
- 1960 – Boklotteriets stipendiat
- 1966 – Beskowska resestipendiet
- 1977 – Övralidspriset
- 1990 – Stig Carlson-priset[6]
- 1993 – Sten Hagliden-priset
- 1999 – Stipendium till Harry Martinsons minne
- 2009 – Samfundet De Nios Särskilda pris